# Staatsrecht

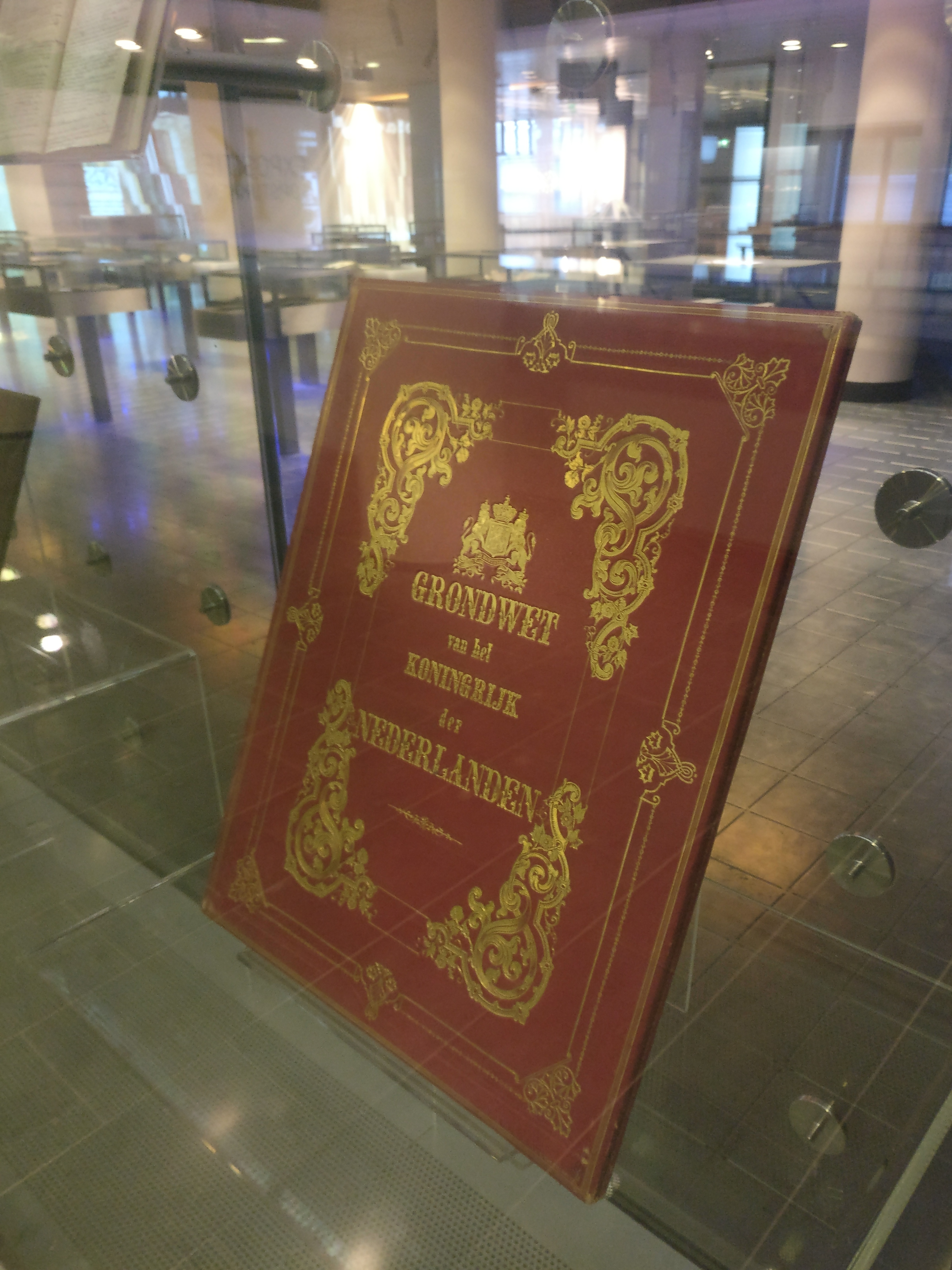
Nederlandse Grondwet

Het staatsrecht, grondwettelijk recht of constitutioneel recht is het recht inzake de staat als organisatorisch verband. Het heeft betrekking op de organen van de staat, op de instelling ervan, hun bevoegdheden, hun verhouding tot elkaar en die tot de burgers.
Het staatsrecht is een onderdeel van het publiekrecht.
In zekere zin zou men kunnen zeggen dat het bestuursrecht of administratief recht ondergeschikt is aan het staatsrecht, omdat het bestuursrecht beschrijft hoe organen de bevoegdheden die hen krachtens staatsrecht zijn toebedeeld kunnen gebruiken. Meer verdedigbaar is de opvatting dat het bestuursrecht beperkter is in de zin dat het betrekking heeft op het recht betreffende de uitvoerende macht. Alsmede dat bestuursrecht focust op het recht tussen burgers en overheid 
- Specifieke bronnen van het Nederlandse staatsrecht: 
  - Het statuut voor het Koninkrijk der Nederlanden van 1954
  - De grondwet van het (Verenigd) Koninkrijk der Nederlanden van 1814/1815

- Specifieke bronnen van het Belgische staatsrecht:
  - De Belgische grondwet van 1831

- Algemene bronnen van het staatsrecht:
  - Organieke wetten en besluiten
  - Gewoonterecht, bijvoorbeeld de vertrouwensregel
  - Verdragen
  - Rechtsleer
  - Algemene rechtsbeginselen

## Geschiedenis
De geschiedenis van het staatsrecht vangt wat betreft de westerse wereld aan in Griekenland, waar in wetgeving werd vastgelegd hoe de besluitvorming van de polis (=de stadstaat) diende te gebeuren.
Belangrijk zijn ook de ontwikkelingen in het Romeinse Rijk.
Het moderne staatsrecht komt op in de renaissance, als in Europa steeds meer centralisatie plaatsvindt in het openbaar bestuur.

## Functies van het staatsrecht
Er kunnen drie functies van het staatsrecht onderscheiden worden: de constituerende functie, de attribuerende functie en de regulerende functie.

### Constituerende functie
De constituerende functie kan omschreven worden als het instellen van ambten. Bijvoorbeeld artikel 97 lid 1 van de Nederlandse grondwet: Ten behoeve van (...) is er een krijgsmacht. Met de constituerende functie worden ambten en organen in het leven geroepen.

### Attribuerende functie
De attribuerende functie kan omschreven worden als het toekennen van bevoegdheden. Het staatsrecht stelt vast welke organen met welke taken in het staatsapparaat belast zijn. Bijvoorbeeld kent artikel 81 van de Nederlandse grondwet aan regering en Staten-Generaal gezamenlijk de bevoegdheid toe wetten te maken.

### Regulerende functie
De regulerende functie kan omschreven worden als het vaststellen van de begrenzing van de staatsmacht en van de macht van verschillende organen. Deze functie van het staatsrecht is met name van belang bij constitutionalistische (en niet-absolutistische) staats- en regeringsvormen. Door de regulerende functie wordt de uitoefening van de taken die door de attribuerende functie aan de door de constituerende functie in het leven geroepen organen zijn toebedeeld, begrensd. 
Een voorbeeld van een bepaling met een voornamelijk regulerende functie is artikel 1 van de Nederlandse grondwet, dat een verbod van discriminatie behelst: de bevoegdheid die wet en grondwet toekennen aan wetgever, uitvoerende macht en rechter wordt altijd begrensd door dit verbod. 